# Herbert Runge
Herbert Runge, född 23 januari 1913 i Elberfeld, död 11 mars 1986 i Wuppertal, var en tysk boxare.
Runge blev olympisk mästare i tungvikt i boxning vid sommarspelen 1936 i Berlin.